# Герб Бремергафена
Герб Бремергафена — символ самоврядування міста Бремергафен.

## Опис
На гербі в срібному полі зображено червоний ганзейський корабель із синім дахом на кормовій частині, над хвилястою синьою основою щита зі срібною рибою. На вітрилах гербові композиції: у червоному полі срібний ключ під червоним лапчастим хрестом у срібній главі; у синьому полі золотий якір; у червоному полі два схрещені срібні леза коси.

Місто Бремергафен прийняло цей герб після того, як у 1947 році місто Везермюнде було включено до складу землі Бремен і його назва була змінена на Бремергафен. Офіційно герб прийнято 28 травня 1947 року. Дизайн — художника Вальдемара Маллека із Мюнстера. Корабель і риба вказують на важливість Бремергафена як порту та місця для риболовлі. Герби на вітрилах символізують три колишні міста Бремергафена (Бременський ключ і тамплієрський хрест), Геестемюнде (якір) і Лее (леза коси).

Актуальні версії
Герб Бремергафен
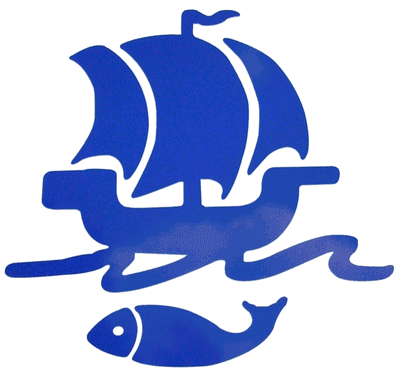
Стилізована версія герба, що використовується міською радою сьогодні
Прапор Бремерхафена
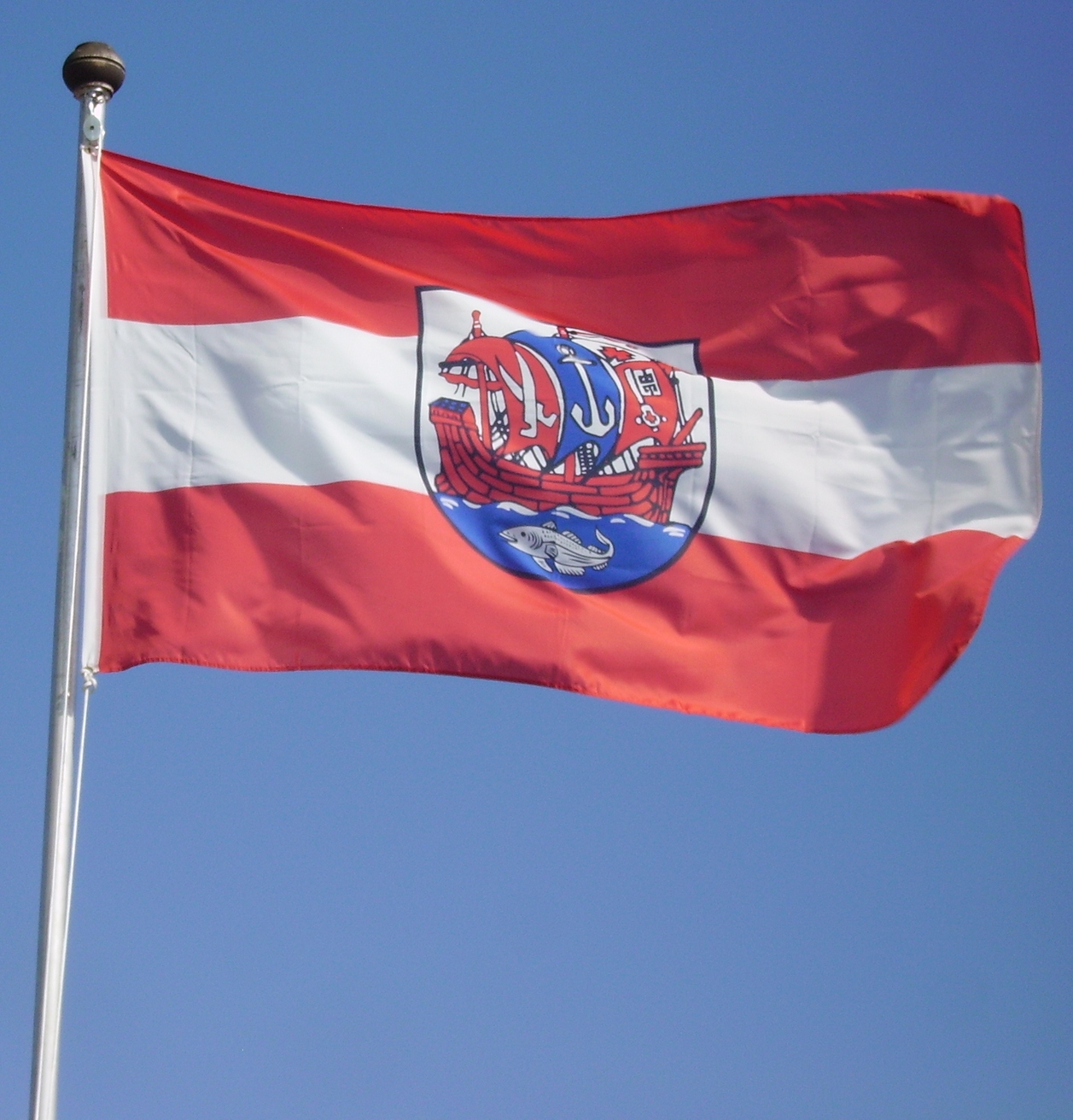
Прапор на вітрі

| Рік      | Попередник  | Попередник  | Об'єднання  | Опис                                         |
| -------- | ----------- | ----------- | ----------- | -------------------------------------------- |
| 1924 рік | Геестемюнде | Лее         | Геестемюнде | Геестемюнде та Лее об'єдналися в Везермюнде. |
| 1939 рік | Везермюнде  | Бремергафен | Везермюнде  | Додано місто Бремерхафен.                    |
| 1947 рік | Везермюнде  |             | Бремергафен | Везермюнде перейменовано на Бремергафен.     |

Герб до злиття - тут версії Отто Гуппа
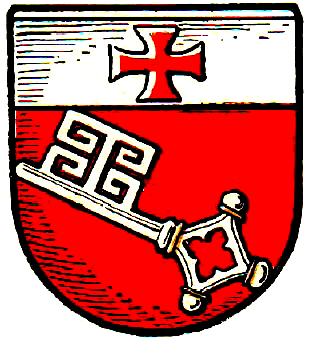
Бремергафен (1880–1939)

- Бремергафен
 (1880–1939)

## Вебпосилання
- Герб Бремергафена в геральдиці світу (англ.)
- Положення про прапори. bremerhaven.de